# 동방문화대학원대학교
동방문화대학원대학교(東方文化大學院大學校, Dongbang Culture University)는 서울특별시 성북구에 있는 사립 대학원대학이다.

## 연혁
2004년 11월 4일, 학교법인 동방대학교에 의하여 동방대학원대학교가 설립되었다. 이듬해인 2005년 3월 1일 개교하였다. 2014년 8월 21일, 동방문화대학원대학교로 교명을 변경하고 현재에 이르고 있다.

## 교육편제
동방문화대학원대학교는 전문대학원 과정으로, 석사 6학과, 박사 5학과의 과정을 지원하고 있다.